# Hylophylax punctulatus
Hylophylax punctulatus е вид птица от семейство Thamnophilidae.

## Разпространение
Видът е разпространен в Боливия, Бразилия, Венецуела, Еквадор, Колумбия, Перу и Френска Гвиана.